# Verdrag van Charmes
Het Verdrag van Charmes werd ondertekend op 20 september 1633 te Charmes door Kardinaal de Richelieu en Karel IV van Lotharingen. Het verdrag bekrachtigde de eerder ondertekende verdragen, het verdrag van Vic en Liverdun uit 1632.

## Context
Deze periode van de geschiedenis van Lotharingen speelde zich af ten tijde van de Dertigjarige Oorlog (1618-1648). De expansiedrang van Kardinaal de Richelieu dwong Karel IV van Lotharingen partij te kiezen voor het Heilig Roomse Rijk. In januari 1632 trouwde Gaston van Orléans, de jongere broer van koning Lodewijk XIII van Frankrijk, zonder toestemming met de zus van Karel IV, Margaretha van Lotharingen. Na verschillende ultimatums viel Frankrijk, Lotharingen binnen. Iedere keer hield Karel IV zich niet aan de voorwaarden.
Naast het afstaan van territoria en het toestaan dat de Franse troepen zijn hertogdom mochten doorkruisen, moest hij zich ook onderwerpen aan de Franse koning. Liever aftreden dan een marionet te zijn van Frankrijk was zijn verdict. In 1634 trad hij af, zijn broer Nicolaas II van Lotharingen werd hertog.
In 1634 brak de tienjarige oorlog in het Vrijgraafschap Bourgondië (1634-1644) uit.